# Willie Bobo
Pour les articles homonymes, voir Bobo et Correa.
William Correa dit Willie Bobo (New York, 28 février 1934 - Los Angeles, 15 septembre 1983) est un batteur et percussionniste américain.

## Biographie
William Correa a grandi dans le quartier Spanish Harlem de New York. Il s'est fait un nom dans le jazz latino, en particulier le jazz afro-cubain, dans les années 1960 et 1970, où les percussions devinrent son instrument favori. Peu après son arrivée à New York, il rencontre Mongo Santamaría, et étudie avec lui tout étant son traducteur. Plus tard à 19 ans, il rejoint Tito Puente avec qui il travaillera pendant quatre ans.
Le surnom « Bobo » lui aurait été donné par la pianiste de jazz Mary Lou Williams dans le début des années 1950.
Il fait sa première apparition majeure quand il rejoint l'orchestre de George Shearing sur l'album The Shearing Spell. Puis il quitte Shearing, Cal Tjader ayant demandé à Bobo et Santamaria de faire partie de son « Cal Tjader Modern Mambo Quintet », qui a sorti plusieurs albums jusqu'à ce que l'engouement mambo ait atteint son paroxysme dans la fin des années 1950.
Lors de retrouvailles avec son mentor Santamaria en 1960, le duo sort l'album Sabroso! pour le label Fantasy. Plus tard, il forme son propre groupe et sort Do That Thing/Guajira avec Tico and Bobo's Beat ainsi que Let's Go Bobo for Roulette, mais sans réel succès.
C'est après le succès fulgurant de Tjader's Soul Sauce, dans lequel il était fortement impliqué, que Bobo forme un nouveau groupe avec le soutien de Verve Records, sortant The Spanish Grease, dont la chanson-titre est sans doute son air le plus connu. Fort de son succès à la suite de cette tentative, Bobo publie sept autres albums avec The Verve.
Dans le début des années 1970, il déménage à Los Angeles, où il rencontre son ami de longue date Richard Sánchez Sr., ainsi que son fils Richard Jr., et commence à enregistrer en studio. Il travaille ensuite comme musicien de studio pour Carlos Santana, entre autres, en plus d'être un habitué de l'orchestre de l'émission de variétés de Bill Cosby.
Dans la fin des années 1970, il enregistre des albums pour Blue Note et Columbia Records.
Après une période de mauvaise santé, il meurt à 49 ans, le 15 septembre 1983, des suites d'un cancer. Il est inhumé au Forest Lawn Memorial Park d'Hollywood Hills.
Son fils, Eric Bobo (Eric Correa), est percussionniste du groupe Cypress Hill.

## Discographie

### Carrière solo
- Sabroso! (Fantasy, 1961)
- Do That Thing/Guajira (Tico, 1963)
- Bobo's Beat (Roulette, 1964)
- Let's Go Bobo! (Roulette, 1964)
- Spanish Grease (Verve, 1965)
- Uno, Dos, Tres 1.2.3 (Verve, 1966)
- Feelin' So Good (Verve, 1967)
- Juicy (Verve, 1967)
- Bobo Motion (Verve, 1967)
- Spanish Blues Band (Verve, 1967)
- A New Dimension (Verve, 1968)
- Evil Ways (Verve, 1968)
- Do What You Want to Do, Tomorrow Is Here (Sussex, 1971)
- Tomorrow Is Here (Blue Note, 1977)
- Hell of an Act to Follow (Columbia, 1978)
- Bobo (Columbia, 1979)
- Lost & Found (Concord Picante, 2006)

### Comme sideman
- Inventions and Dimensions d'Herbie Hancock, 1964
- Bossa Nova Soul Samba d'Ike Quebec (Blue Note, 1962)